# Jan Axlev
Jan Axlev (født 17. oktober 1950 i Karlslunde) er en dansk forhenværende officer og brandchef i København.

## Karriere
Jan Axlev blev født i 1950 i Karlslunde som søn af skoleinspektør Egon Axlev og skoleinspektør Jytte Axlev, født Iversen. Hans far blev efterfølgende skoleinspektør i Bandholm på Lolland, og Jan kom til at gå i Østofte skole og blev siden student fra Maribo Gymnasium i 1970. Han påbegyndte umiddelbart derefter en militær karriere ved Danske Livregiment i Vordingborg. Han havde derpå en række forskellige militære poster, var blandt andet et halvt år ved FN-styrken på Cypern, chef for udviklingsafdelingen ved Forsvarets ABC-skole i Farum og dansk repræsentant i NATO. I 1993 blev han udnævnt til oberstløjtnant ved Forsvarskommandoen i Farum, men havde tre år senere fået nok af forsvaret og skiftede til en stilling som chef for Københavns Brandvæsen. Han stoppede som brandchef ved udgangen af 2009.

## Privatliv
Jan Axlev blev i 1978 gift med lærer Anna-Marie Hasling Axlev, født 1953 i Holeby. Parret fik to døtre.

## Andet
Axlev er optaget i Kraks Blå Bog.